# Кемцы
Ке́мцы — село в Бологовском районе Тверской области, центр Кемецкого сельского поселения.
Расположено в 25 км к северо-востоку от Бологого. Через село протекает река Кемка. В 1996 году — 158 хозяйств, 443 жителя.
Вверх по реке Кемке расположена плотина, построенная в 1834 году. Она регулирует уровень воды в реке в её течении после истока из озера Кафтино. Во времена постройки плотины на берегу реки появился рабочий посёлок, ставший впоследствии территорией усадьбы графа Поссе, командовавшего постройкой плотины. Позже этот посёлок стал селом Кемцы. Руины усадьбы сохранились по сей день.
После Крестьянской реформы 1861 года Кемцы — центр волости, а в 1889 году в нём открылась первая земская больница.
В Кемцах сохранилась церковь Косьмы и Дамиана 1814 года (сейчас восстанавливается, начались службы), бывший барский дом и парк генерала Веригина. Здесь помещиками были Беннигсены, Веригины и семейство Поссе.

## Население
| 2010 |
| ---- |
| 366  |